# Mancomunidad de Cataluña

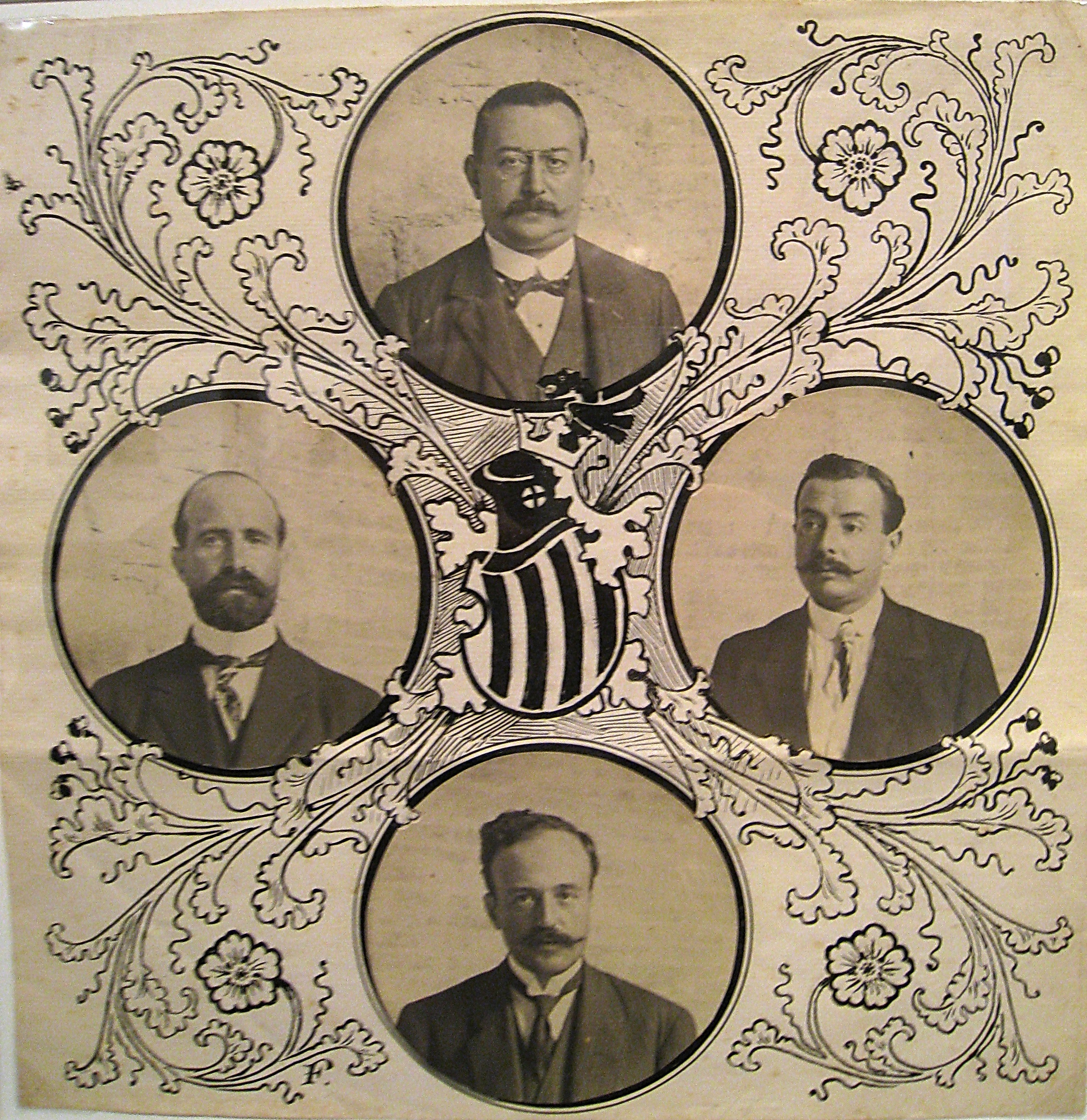
Presidentes de las cuatro Diputaciones catalanas.

La Mancomunidad de Cataluña (en catalán, Mancomunitat de Catalunya) fue una institución española que agrupó, entre 1914 y 1925, las cuatro diputaciones catalanas en un único ente regional.
Promovida por el dirigente de la catalanista Liga Regionalista Enric Prat de la Riba, la Mancomunidad de Cataluña fue creada por un Real Decreto del Gobierno español de marzo de 1914. «Era la primera grieta, fuera del ámbito vasco-navarro, en el rígido esquema territorial que, salvo el breve paréntesis de 1873-1874, había caracterizado al Estado desde la Constitución de 1812»; por esta razón provocó un rechazo no solo entre la derecha española, sino también entre los socialistas, que la consideraron un instrumento al servicio de la «burguesía catalana».
Fue disuelta en 1925 por la dictadura de Primo de Rivera.

## Historia

### Nacimiento

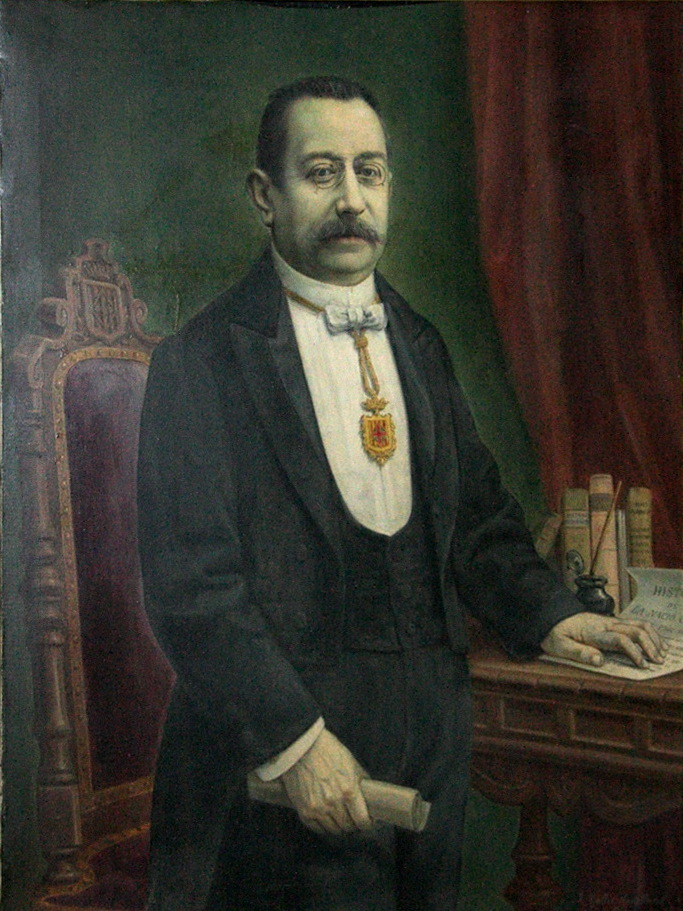
Retrato de Enric Prat de la Riba.

En 1911, Enric Prat de la Riba, presidente de la Diputación Provincial de Barcelona desde 1907 y uno de los dos líderes de la Lliga Regionalista junto con Francesc Cambó, decidió impulsar una vieja reivindicación catalanista, que aparecía también en el programa de la coalición Solidaritat Catalana que ganó las elecciones generales de 1907 en Cataluña: aglutinar las cuatro diputaciones catalanas en un único ente regional. El 16 de octubre, los cuatro organismos provinciales aprobaron conjuntamente las Bases de Mancomunidad Catalana, que preveían la formación de una asamblea formada por todos los diputados provinciales y de un consejo permanente de ocho miembros, dos por provincia. Mes y medio después, el proyecto de Bases fue entregado al presidente del Gobierno, José Canalejas, quien lo presentó el 1 de mayo de 1912 a las Cortes como proyecto de Ley de Mancomunidades. Sin embargo, un sector de su propio partido, encabezado por Segismundo Moret y apoyado por el diputado Niceto Alcalá-Zamora, se opuso al proyecto.
Para conseguir el respaldo de la mayoría de los diputados liberales, Canalejas tuvo que pronunciar uno de sus mejores discursos parlamentarios, a pesar de lo cual diecinueve de sus diputados —incluido Moret— votaron en contra. El proyecto fue aprobado el 5 de junio de 1912 por la Cámara Baja. No obstante, cuando Canalejas fue asesinado, todavía no había sido ratificado por el Senado. Finalmente, la ley entró en vigor en diciembre de 1913, y la Mancomunidad de Cataluña se constituyó a principios de 1914.
Para apoyar la petición presentada por los diputados provinciales y los parlamentarios catalanes de que se constituyera la Mancomunidad, las cuatro diputaciones catalanas organizaron en 1913 un plebiscito de todos los ayuntamientos catalanes a favor del proyecto, que estuvo acompañado de una gran manifestación celebrada en Barcelona el 23 de octubre del mismo año.
Fue el político conservador Eduardo Dato quien promulgó el Real Decreto por el cual se autorizaba la unión de las diputaciones con fines puramente administrativos. El 18 de diciembre de 1913, el rey firmó el Decreto de Mancomunidades Provinciales. A pesar de que la ley era aplicable a todas las provincias españolas, solo las cuatro catalanas llegaron a ver aprobada la Mancomunidad de Cataluña. Hubo otras propuestas, como el proyecto de Mancomunidad Valenciana, que no pasó de esta fase. Y también hubo numerosas reacciones por parte de entidades públicas españolas contra esta singularidad catalana, como, por ejemplo, el texto elaborado por la Asamblea de las Diputaciones castellano-leonesas de 24 de enero de 1919.

### Desarrollo

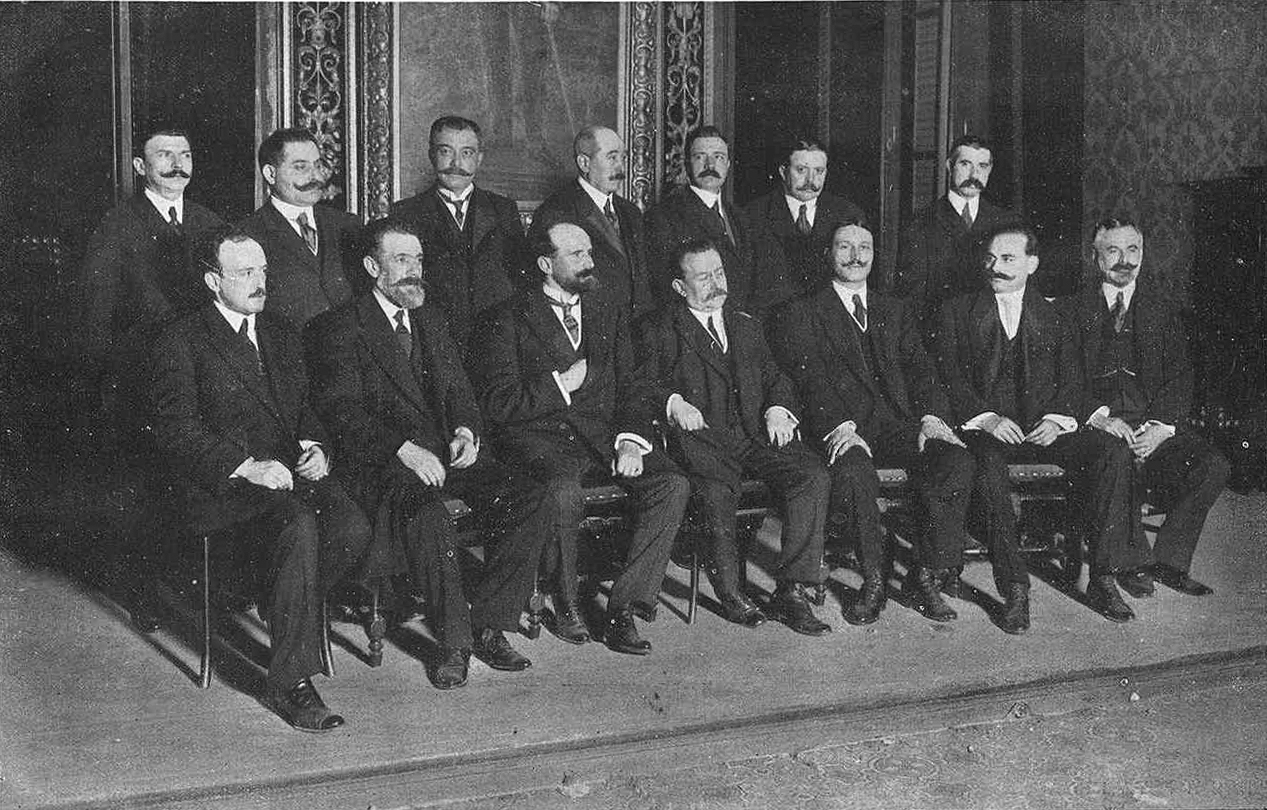
Miembros del Consejo Permanente de la Mancomunidad de Cataluña. De izquierda a derecha, de pie: Romá, Bartrina, Vidiella, Inglés, Aymamí, Guasch y Durán y Ventosa. De izquierda a derecha, sentados: Estivill, Mestres, Riera, Prat de la Riba, España, Pereña y Ferrer y Bárbara.

La Mancomunidad se constituyó el 6 de abril de 1914 bajo la presidencia de Enric Prat de la Riba. Según su propio estatuto, la Mancomunidad de Cataluña constaba de una Asamblea General, formada por 96 diputados de las cuatro diputaciones; la Presidencia, ocupada por el presidente de la Diputación Provincial de Barcelona; y el Consejo permanente, que incluía las siguientes consejerías: Caminos y Puertos, Cultura e Instrucción, Agricultura y Servicios Forestales, Beneficencia y Sanidad, Obras hidráulicas y Ferrocarriles, Teléfonos, Política Social, y Hacienda.
Las cuatro diputaciones catalanas cedieron sus competencias a la Mancomunidad; pero, en contra de lo esperado por la Lliga Regionalista, el Estado no cedió ninguna de las suyas. A pesar de todo, la Mancomunidad «puso en evidencia cómo una gestión honesta y atenta a las necesidades del territorio podía ser eficaz pese a disponer de escasos recursos. Realizó una importante tarea educativa y cultural fundando escuelas técnicas (de agricultura, industrial, del trabajo, de bibliotecarias, de administración) o creando instituciones de alta cultura (Institut d'Estudis Catalans, Biblioteca de Catalunya), al tiempo que fomentaba obras de infraestructuras impulsando las redes de carreteras, de teléfonos y los servicios de asistencia social». De esta forma «se incrementó el sentimiento autonomista en amplias capas de la sociedad». Además, con el apoyo de los ayuntamientos, mejoró el suministro de agua potable, impulsó la formación profesional, promovió la creación de una red de bibliotecas, reconoció la normativa ortográfica impulsada por Pompeu Fabra y estimuló la renovación pedagógica.
La relevancia de la Mancomunitat también residía en su carácter simbólico, «al representar en una única institución a la totalidad de las provincias catalanas, la primera experiencia de autogobierno desde el Decreto de Nueva Planta, cuyo aniversario Prat de la Riba no olvidó mencionar en su discurso inaugural del 6 de abril de 1914. Se trataba de una baza que la Lliga no dejaría escapar. El naciente e importante órgano administrativo ayudaría a desarrollar una conciencia catalanista y constituía una primera base con vistas a una futura autonomía de más largo abasto». Y, por otro lado, «la Mancomunidad de Cataluña también evidenciaba el giro de la Lliga hacia un pragmático pactismo, ofreciendo apoyo parlamentario al Gobierno de turno a cambio de concesiones concretas, una estrategia del catalanismo conservador que reencontraremos nuevamente tras la Transición. Prat de la Riba permanecía en Barcelona transformado en hombre de gobierno, mientras Francesc Cambó se convertía en el líder parlamentario en Madrid. La Lliga se hallaba en su momento más dulce».
Según Jordi Canal, el proyecto de Prat de la Riba al frente de la Mancomunitat fue «construir la nación catalana», para lo que se propuso dotarla de «estructuras de estado», centrándose especialmente en el campo de las infraestructuras y el de la cultura. Para Prat de la Riba, ningún pueblo de Cataluña debía estar sin una carretera, sin teléfono y sin escuela con biblioteca.
A fin de conseguir una capacidad legislativa de la que carecían, Francesc Cambó, líder de la Lliga tras la muerte de Prat de la Riba en 1917, lideró la redacción de un Proyecto de estatuto para Cataluña. Este estatuto, redactado por la Mancomunidad y por los parlamentarios catalanes, fue aprobado el 26 de enero de 1919, pero rechazado posteriormente por las Cortes españolas.
La Mancomunidad de Cataluña fue presidida por Prat de la Riba desde 1914 hasta su fallecimiento el 1 de agosto de 1917. Tras la presidencia interina de Román Sol, le sucedió Josep Puig i Cadafalch que ganó la votación, por 48 votos contra 39, al político dinástico leridano Joan Rovira.

### Disolución de la Mancomunidad por la dictadura de Primo de Rivera

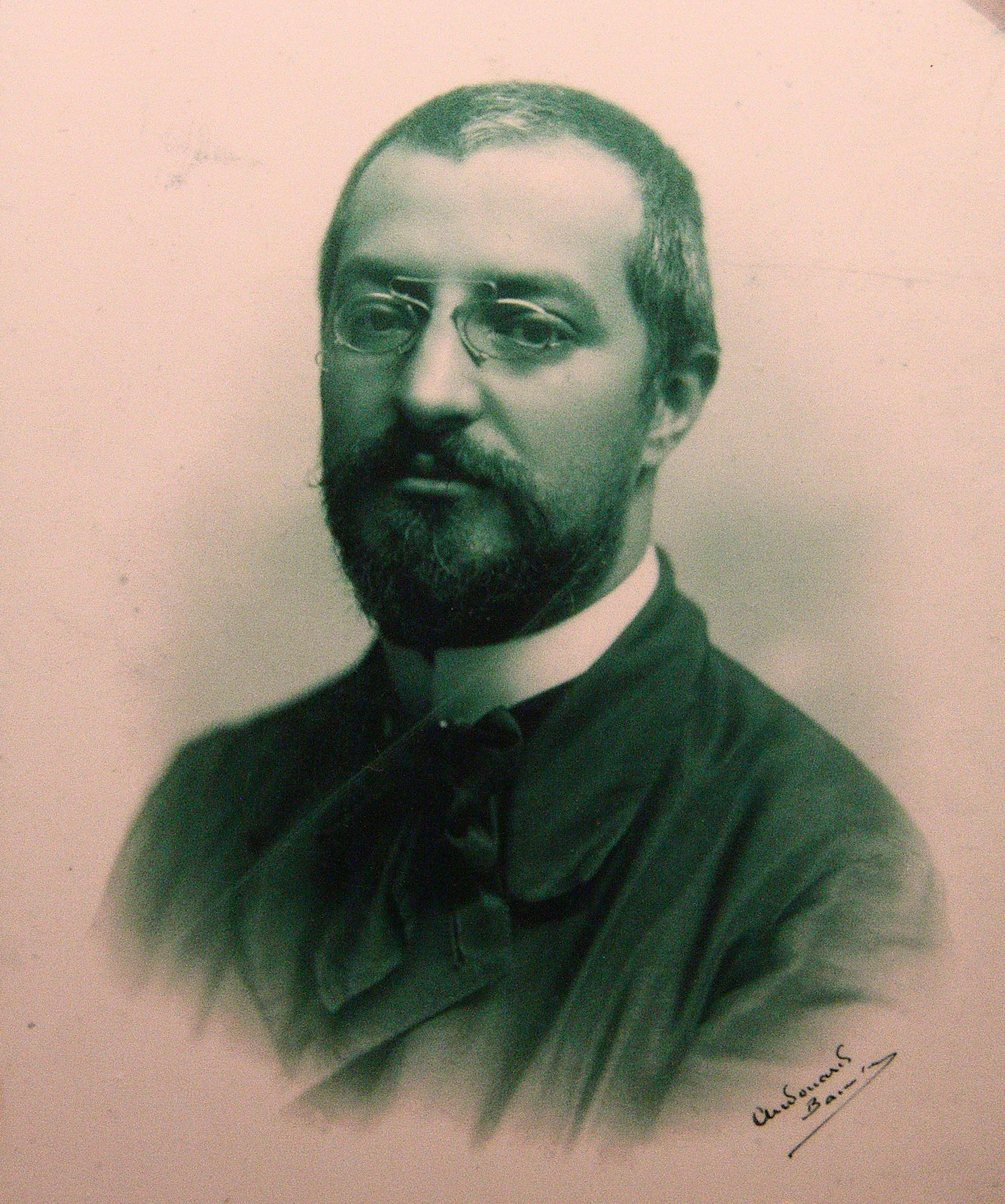
Josep Puig i Cadafalch hacia 1900

El 24 de diciembre de 1923 dimitió Josep Puig i Cadafalch en señal de protesta por la política anticatalanista de la dictadura de Primo de Rivera, instaurada tres meses antes, y se exilió en Francia. El 12 de enero de 1924, Primo de Rivera disolvió todas las diputaciones provinciales, salvo las forales ya que según él el regionalismo podía contribuir a «deshacer la gran obra de unidad nacional». Inmediatamente después fueron designados por los gobernadores civiles los nuevos diputados provinciales, todos ellos españolistas, y el líder de la Unión Monárquica Nacional, Alfonso Sala Argemí, conde de Egara, pasó a presidir la Mancomunitat. En el discurso de toma de posesión, Alfons Sala dijo:

Tenemos nosotros el deber de conciencia de ayudar al Directorio en la obra de regeneración del país; tenemos nosotros, como catalanes, el íntimo de deber de conciencia de hacer todo lo posible para que, de una vez, se encaucen esos problemas que agitan todavía la vida de Cataluña y que han puesto muchas veces en conmoción la vida de España

La Asamblea de la Mancomunidad estaba presidida por el marqués de Marianao, y en el Consejo permanente destacaba Darío Romeu, barón de Viver, conseller de cultura de la Mancomunidad y a quien Primo de Rivera nombraría alcalde de Barcelona. Sin embargo, a los pocos meses comenzaron las tensiones entre Sala y el dictador, ya que este empezó a cuestionar la existencia misma de la Mancomunidad, porque temía que en otras manos —«tendenciosas»— fuera el embrión de «un pequeño Estado», «capaz de dañar a España». Así se lo expuso Primo de Rivera a Sala en una carta que le envió en agosto de 1924:

Yo, que debo a Ud. la mayor sinceridad, he de decirle que tengo un poco de miedo a la Mancomunidad, más ahora que antes, porque estando actualmente en sus manos, no me puede asaltar ninguna sospecha sobre las personas, por lo cual tengo que transportar al nervio del mismo régimen estos temores, porque aun manejado en español, por quien lo es tan preclaro como Ud., podría llegar un día a tener tal personalidad, autonomía e independencia que constituyera un pequeño Estado y se daría el caso paradójico de que el mejor de los españoles habría incubado una máquina capaz de dañar a España en cuanto saliera de sus manos, y mucho más, si la tomaban en las suyas otras tendenciosas. De tal modo Ud. con una noble emulación de hacer por el organismo que preside más que hicieron sus antecesores –y este triunfo no le será ciertamente difícil- le da una personalidad que pudiera en su día ser peligrosa.
Usted sabe que estudiamos el régimen provincial como complemento del municipal que está muy adelantado el proyecto, y yo creo que, cuando Ud. lo conozca, como buen español y buen catalán, estimará que en las facultades provinciales hay los medios suficientes para la prosperidad y el progreso de la Mancomunidad de Municipios que esencialmente constituyen la provincia, sin que haya que hacer ninguna otra Mancomunidad más amplia…

Las críticas del dictador arreciaron en los primeros meses de 1925. En marzo habló claramente del «fracaso de la Mancomunidad como órgano político permanente, deliberante y ejecutivo». Y ese mismo mes aprobó el Estatuto Provincial de 1925, que supuso la supresión de facto de la Mancomunitat, cuyas competencias el Estatuto Municipal de 1924 ya había recortado considerablemente. En una larga «nota oficiosa» que acompañó al decreto de creación del Estatuto Provincial, reconoció que había cambiado de opinión sobre el «regionalismo»; antes pensaba que este podía ser positivo para la regeneración de España, pero ahora se había dado cuenta de que «reconstruir desde el poder la región, reforzar su personalidad, exaltar el orgullo diferenciativo entre unas y otras es contribuir a deshacer la gran obra de la unidad nacional, es iniciar la disgregación, para la que siempre hay estímulo en la soberbia o el egoísmo de los hombres». Refiriéndose concretamente a la Mancomunidad, en la «nota oficiosa» se decía:

Hemos pasado por un ensayo de ese especial regionalismo con la mancomunidad de Cataluña, y él ha conducido a tal grado de mal entendido predominio del sentimiento regional que, contra lo que se decía de que era convivible con el de la Patria grande, lo hemos visto galopar desenfrenadamente hacia el nacionalismo y el separatismo, haciendo pasar a los catalanes amantes de España horas de amargura y humillación, y a los españoles todos de inquietud y descorazonamiento.

Alfons Sala intentó mantener aún ciertas funciones de la Mancomunidad al frente de la comisión coordinación de las cuatro diputaciones provinciales; pero, cuando comprendió que «no podría convertirse en una nueva versión de la Mancomunitat», dimitió el 22 de abril de 1925. El nuevo presidente de la Diputación de Barcelona, José María Milá Camps, conde de Montseny, presidió la Comisión Gestora Interina de los Servicios Coordinados encargada de liquidar los últimos asuntos de la Mancomunidad. Primo de Rivera justificó más tarde la disolución de la Mancomunitat diciendo que se había convertido en el catalizador de un «verdadero nacionalismo que cada día amenazaba más las raíces y los fundamentos de la verdadera nacionalidad española».
La Diputación de Barcelona se convirtió entonces en el principal instrumento de la política de la Dictadura en Cataluña, contando con Milá Camps en la presidencia y con Olano y Loyzaga, conde de Fígols, en la vicepresidencia. La Diputación desplegó una campaña españolista que incluía conferencias patrióticas, ceremonias de exaltación de España y «cursos de ciudadanía».
En conclusión, como ha destacado el historiador Shlomo Ben Ami: «el espíritu unitario de Primo de Rivera había prevalecido, finalmente, al eliminarse la pesadilla de la Mancomunidad y sentarse los fundamentos de un nuevo e inflexible Estado unitario».

### Cronología
- 1907: la Diputación de Barcelona, bajo la presidencia de Enric Prat de la Riba, crea el Instituto de Estudios Catalanes y, como biblioteca de esta institución, la Biblioteca de Cataluña (junio).
- 1911: las cuatro diputaciones provinciales catalanas aprueban en conjunto unas Bases de Mancomunidad Catalana (16 de octubre), luego entregado al presidente José Canalejas.
- 1912: Canalejas presenta las Bases en Cortes como proyecto de Ley de Mancomunidades (1 de mayo), aprobado por el Congreso (5 de junio). Asesinato de Canalejas (12 de noviembre).
- 1913: manifestación catalanista en Barcelona (23 de octubre). Promulgación y ratificación del Real Decreto sobre Mancomunidades (18 de diciembre).
- 1914: constitución de la Mancomunidad de Cataluña (6 de abril). Inauguración de la Biblioteca de Cataluña, durante la primera asamblea de la Mancomunitat (28 de mayo).[23]
- 1917: la Lliga Regionalista encabeza el movimiento de la Asamblea de Parlamentarios (junio-octubre). Con la muerte de Prat de la Riba, Josep Puig i Cadafalch llega a la presidencia de la Mancomunidad (1 de agosto). La Lliga Regionalista entra por primera vez en el Gobierno de España (noviembre).
- 1918-1919: Campaña a favor de la autonomía de Cataluña, culminada con la aprobación por la Mancomunidad y los ayuntamientos catalanes del Proyecto de estatuto de autonomía (26 de enero de 1919), si bien eludido y rechazado en Cortes.
- 1923: Miguel Primo de Rivera, capitán general de Cataluña, lidera un golpe de Estado e instaura una dictadura militar (13 de septiembre). Puig i Cadafalch dimite en señal de protesta (24 de diciembre).
- 1924: disolución de las diputaciones provinciales (Real Decreto de 12 de enero).[a] El general Carlos de Lossada y Canterac, gobernador militar y civil de Barcelona, es nombrado presidente interino de la Mancomunidad (17 de enero); posteriormente lo sustituye Alfons Sala (nombrado el 30 y proclamado el 31 de enero). Promulgación del Estatuto Municipal (9 de marzo).
- 1925: la Dictadura disuelve la Mancomunidad en virtud del nuevo Estatuto Provincial (21 de marzo).